# Trichipteris ulei
Trichipteris ulei là một loài thực vật có mạch trong họ Cyatheaceae. Loài này được (H. Christ) R.M. Tryon miêu tả khoa học đầu tiên năm 1970.